# Mascoutah
Mascoutah es una ciudad ubicada en el condado de St. Clair en el estado estadounidense de Illinois. En el Censo de 2010 tenía una población de 7483 habitantes y una densidad poblacional de 299,49 personas por km².

## Geografía
Mascoutah se encuentra ubicada en las coordenadas 38°31′5″N 89°48′1″O / 38.51806, -89.80028. Según la Oficina del Censo de los Estados Unidos, Mascoutah tiene una superficie total de 24.99 km², de la cual 24.6 km² corresponden a tierra firme y (1.55%) 0.39 km² es agua.

## Demografía
Según el censo de 2010, había 7483 personas residiendo en Mascoutah. La densidad de población era de 299,49 hab./km². De los 7483 habitantes, Mascoutah estaba compuesto por el 89.58% blancos, el 5.2% eran afroamericanos, el 0.28% eran amerindios, el 1.22% eran asiáticos, el 0.35% eran isleños del Pacífico, el 0.55% eran de otras razas y el 2.83% pertenecían a dos o más razas. Del total de la población el 2.81% eran hispanos o latinos de cualquier raza.